# Costachorema psaropterum
Costachorema psaropterum là một loài Trichoptera thuộc họ Hydrobiosidae. Chúng phân bố ở miền Australasia.